# Szávaszentdemeter

Szávaszentdemeter (szerbül Сремска Митровица / Sremska Mitrovica, horvátul Srijemska Mitrovica, Mitrovica, németül Syrmisch Mitrowitz), az ókori Sirmium, város Szerbiában, a Vajdaságban, a Szerémségi körzetben. A Szerémi római katolikus egyházmegye püspöki székvárosa.

## Fekvése
A város a Szerémi-síkság, a Macsói-síkság és a Tarcal-hegység (Fruška Gora) találkozásánál a Száva bal partján fekszik. Területe a hozzá tartozó falvakkal együtt 73 153 hektár, népessége 85 328 fő.
Közigazgatásilag a következő települések tartoznak még hozzá:
- Árki
- Besenyő
- Besenyőmonostor
- Boszút
- Csála
- Diós
- Kozmadamján
- Latyarak
- Szávaszentmárton
- Nagylemzsér
- Nagyolaszi
- Notyáj
- Óbingula
- Rácsa
- Radenković
- Veliki Radinci
- Ravnje
- Salaš Noćajski
- Sasinc
- Sisatovác
- Sulyom
- Szenternye
- Szentgergely
- Zasavica

## Nevének eredete
Nevét az itt született ortodox vértanúról, Szent Demeterről, valamint a tiszteletére szentelt ősi templomról kapta.

## Története
A mai város területén ősi illír-kelta település állott. Az i. e. 1. században a rómaiak hódították meg az akkori Sirmiumot. A város gyors fejlődésnek indult és az 1. századra colonia rangra emelkedett. Colonia Flavia Sirmium különleges stratégiai és katonai jelentőséggel bírt. Traianus, Marcus Aurelius és Claudius innen indította a környező területek elleni hadjáratait. A 3. század közepétől az egész pannon térség kereskedelmi központja, amely fontos személyeket is adott a birodalomnak. Itt, vagy a város környékén született Decius, Aurelianus, Probus és Maximianus császár, ők valószínűleg valamennyien romanizált illírek voltak, valamint a város névadója, Szent Demeter. Fejlődésének csúcspontját a tetrarchia idején érte el, amikor a birodalom négy legfőbb városának egyike volt. Császári palotája, amfiteátruma, pénzverdéje, színháza, számos temploma, fürdője, palotája és pompás villája volt.

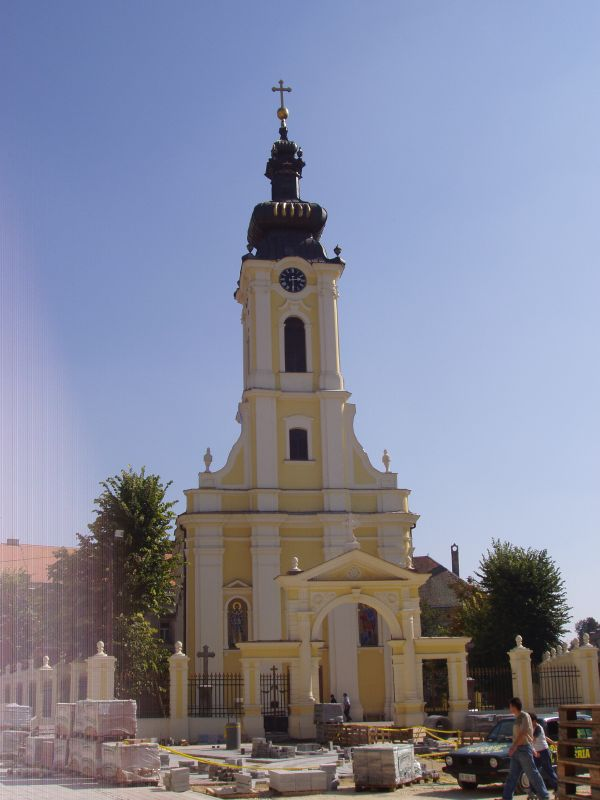
A Szent Demeter-templom

A kereszténység elterjedése után püspöki székhely lett. Az 5. században a virágzásnak a hun hódítás vetett véget, amelyet a gepidáké, majd a keleti gótoké követett. I. Jusztinianosz alatt a Bizánci Birodalom része lett, majd a 6. század második felében Szerémséget avarok foglalták el. Sirmiumot 582-ben földig lerombolták. Az avarokkal együtt Szerémségbe ekkor szlávok telepedtek le. 
820-ban a bolgároké lett a város, és a 845. évi paderborni békeszerződés is a kezükön hagyta.
A bolgárok a kereszténység felvételével újra püspökséget alapítottak itt. A magyarok honfoglalása után a város felváltva hol Magyarországhoz, hol a Bizánci Birodalomhoz tartozott. 1180-ban a bizánciak távozása után a város romokban hevert, a Szent Demeter-monostort a magyarok várrá építették át. A 13. században az újjáépült város a Szávaszentdemeter (civitas Sancti Demetri) nevet kapta, mely oklevélben 1362-ben fordul elő először.
A török hódoltság nyomán magyar lakossága északra menekült és ettől kezdve szerb város lett és majdnem egy évszázadig Szerbiához tartozott. 1521-ben a város és az egész Szerémség hosszú időre török kézre került. A török uralom teljesen megváltoztatta a várost, amely a keleti városok sajátosságait (széles utcák, dzsámik, minaretek) öltötte magára. A törökök innen igazgatták a Szerémséget. A pozsareváci békével a város felszabadult a török iga alól, és a Habsburg Birodalom része lett. A 18. század közepétől a 9. péterváradi katonai határőrvidék székhelye lett, melynek itt létesült parancsnoki központja. A város a trianoni békeszerződésig Szerém vármegye Mitrovicai járásának székhelye volt.

## Lakossága
1991-ben: 38 834 lakos közte 26 943 szerb (69,37%), 4836 jugoszláv (12,45%), 3162 horvát (8,14%), 732 ruszin (1,88%), 617 magyar (1,58%), 340 montenegrói (0,87%) és egyéb (cigány, macedón, szlovák, albán stb.).
2002-ben: 39 094 lakos közte 31 127 szerb (79,64%), 2130 horvát (5,44%), 961 jugoszláv (2,45%), 620 ruszin (1,58%), 524 magyar (1,34%), 185 montenegrói (0,47%) és egyéb (cigány, macedón, szlovák, albán stb.).

## Látnivalók
- A Žitni-téren látható az ókori városközpont egy része a császári palota és a Szent Demeter- bazilika maradványival.
- A Szerémségi Múzeum (gazdag ókori gyűjteménnyel).
- Szent Demeter-templom
- Görögkatolikus templom
- Római katolikus templom
- Szent István-kápolna
- Sirmiumi Szent Vértanúk temploma
- A várostól nem messze található a Fruška Gora Nemzeti Park, különlegesen ritka flórájával és faunájával nyújt élményt.

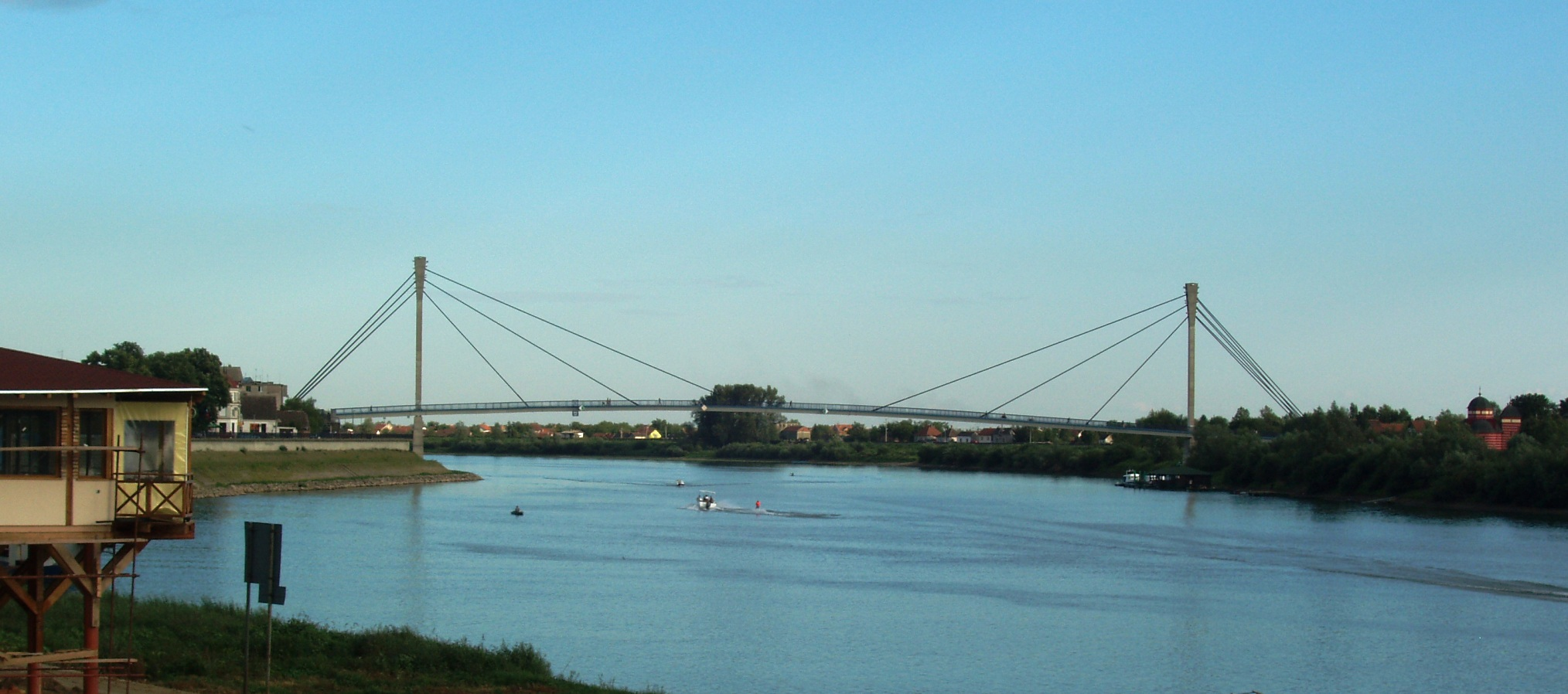
A Szent Iréné-híd a Száva folyón